# Momentos Vol.1
Momentos Vol.1 é o sétimo álbum da cantora evangélica Marina de Oliveira, lançado em 1995.
O disco se destaca por uma grande variedade de compositores e músicos convidados. Tocam, neste disco, todos os integrantes da banda Rebanhão (com o produtor Pedro Braconnot), músicos da Banda & Voz (com o produtor Natan Brito), além de vários outros instrumentistas e produtores, como Jairinho Manhães, Ernani Maldonado, Tuca Nascimento e Marcelo Nascimento.
O álbum foi lançado nos formatos vinil, fita cassete e CD no mês de dezembro de 1995, e teve que ser dividido em dois volumes, devido a quantidade de canções que Marina recebeu para gravar, e por gostar de tantas músicas, o repertório cresceu de tal forma a um disco somente não comportar. [carece de fontes?]
Em 2015, foi considerado, por vários historiadores, músicos e jornalistas, como o 52º maior álbum da música cristã brasileira, em uma publicação dirigida pelo portal Super Gospel. Em 2018, foi considerado o 41º melhor álbum da década de 1990, de acordo com lista publicada pelo mesmo portal.

## Faixas
1. Procure Por Mim na Glória (Elizeu Gomes)
2. Nunca Mais (Marina de Oliveira)
3. Deus do Impossível (Alda Célia)
4. Basta Crer (Ed Wilson)
5. Pai, Só Mais Esta Vez (Elizeu Gomes)
6. Vem Pra Cristo Hoje (Marquinhos Menezes)
7. Novo Viver (Joran)
8. Pão da Vida (Marquinhos Gomes)
9. Deus Sabe (Paulo César Silva)
10. True Love is Real (Ernani Maldonado e Marina de Oliveira)
11. Toda a Glória e Aleluia (Ed Wilson e Solange de César)

## Ficha Técnica
- Gravado no HYT estúdios de março até outubro de 1995
- Técnico de Gravação: Ernani Maldonado
- Auxiliar Técnico: Bene Maldonado
- Técnico de Mixagem: Ernani Maldonado
- Masterização: Toney Fontes
- Produção e Arranjos: Alexandre Massena, Natan Brito, Jairinho Manhães, Pedro Braconnot e Ernani Maldonado
- Back-Vocal: Roberta, Valéria, Marquinhos, Edilson Maia, Jolce Amaro, Marco Brito, Emília Brito e Plena Paz
- Teclados: Alexandre Massena, Jolce Brito, Tutuca Borba, Jorge Aguiar, Jairinho Manhães, Pedro Braconnot, Ernani Maldonado e Marcos Valério
- Baterias: Sidnei Amaro e Wagner Carvalho
- Guitarra: Marcos Brito, Franz Júnior e Pablo Chies
- Baixo: Isma Ciriaco, Rogério dy Castro e Marcelo Nascimento
- Acordeon: Agostinho Silva
- Violas e Violões: Tuca Nascimento
- Cavaquinho: Julinho
- Pifarito: Jairinho Manhães
- Criação de Capa: Marina de Oliveira
- Arte Finalização: Lílian de Andrade
- Fotos: Dario Zali

## Clipes
- Procure Por Mim na Gloria